# بيرني بوركي
بيرني بوركي (بالإسبانية: Berny Burke)‏ (16 مارس 1996 ببوكوسي في كوستاريكا - ) هو لاعب كرة قدم كوستاريكي في مركز الوسط، شارك في 2013 CONCACAF U-17 Championship ‏ و2015 CONCACAF Men's Olympic Qualifying Championship ‏ و. وشارك مع منتخب كوستاريكا تحت 17 سنة لكرة القدم ومنتخب كوستاريكا تحت 23 سنة لكرة القدم. أما مع النوادي، فقد لعب مع سانتوس دي جوابيلز ‏.

## روابط خارجية
- بيرني بوركي على موقع قاعدة بيانات كرة القدم.إي يو (الإنجليزية)
- بيرني بوركي على موقع Soccerway.com (الإنجليزية)